# Elio Antonio de Nebrija
Elio Antonio de Nebrija (Lebrija, Sevilla 1441 - Alcalá de Henares, 2 de juliol de 1522), també anomenat Antonio de Lebrija, fou un defensor de l'humanisme espanyol, autor de diverses obres sobre gramàtica i lexicografia. Va destacar també pel suport a la impremta a la ciutat de Salamanca.

## Pensament
Nebrija va estudiar humanitats a Salamanca i estava fortament influït per la cultura clàssica. Va redactar una de les primeres gramàtiques d'una llengua romànica. Va dividir l'oració en vuit parts, que serien el germen de les categories més populars. El seu estudi sobre el castellà servia, però, per aprendre millor el llatí per comparació, autèntica llengua de cultura per a ell. Va afirmar que el castellà venia d'un llatí corromput i que s'havia de restaurar la llengua original. Nebrija és l'autor de la coneguda frase: "siempre la lengua fue compañera del imperio" usada sovint posteriorment per justificar el colonialisme espanyol.
El 1505, tot i ser un protegit dels Reis Catòlics, Antonio va ser acusat per l'inquisidor general, fray Diego de Deza, qui li va confiscar totes les seves obres, per haver comparat la Vulgata (la versió oficial de la Bíblia admesa per Roma) amb les versions originals en hebreu i grec i haver trobat que hi havien greus errors de traducció.

## Obres
- Introductiones latinae, 1481
- Gramática de la lengua castellana, 1492
- Axel Schönberger (ed.): Die "Gramática de la lengua castellana" des Antonio de Nebrija: kastilischer Text und kommentierte deutsche Übersetzung der ersten spanischen Grammatik aus dem Jahre 1492, Teil 1: 1. Buch: Lautlehre und Orthographie; 2. Buch: Prosodie und Metrik'', Valentia, Frankfurt am Main 2016 (traducció alemanya i explicació científica dels dos primers llibres de la gramàtica castellana. És la primera traducció de la gramàtica de Nebrija).
- Diccionario latino-español, 1492
- Vocabulario español-latino, 1495
- Reglas de ortografía española, 1517

## Referències

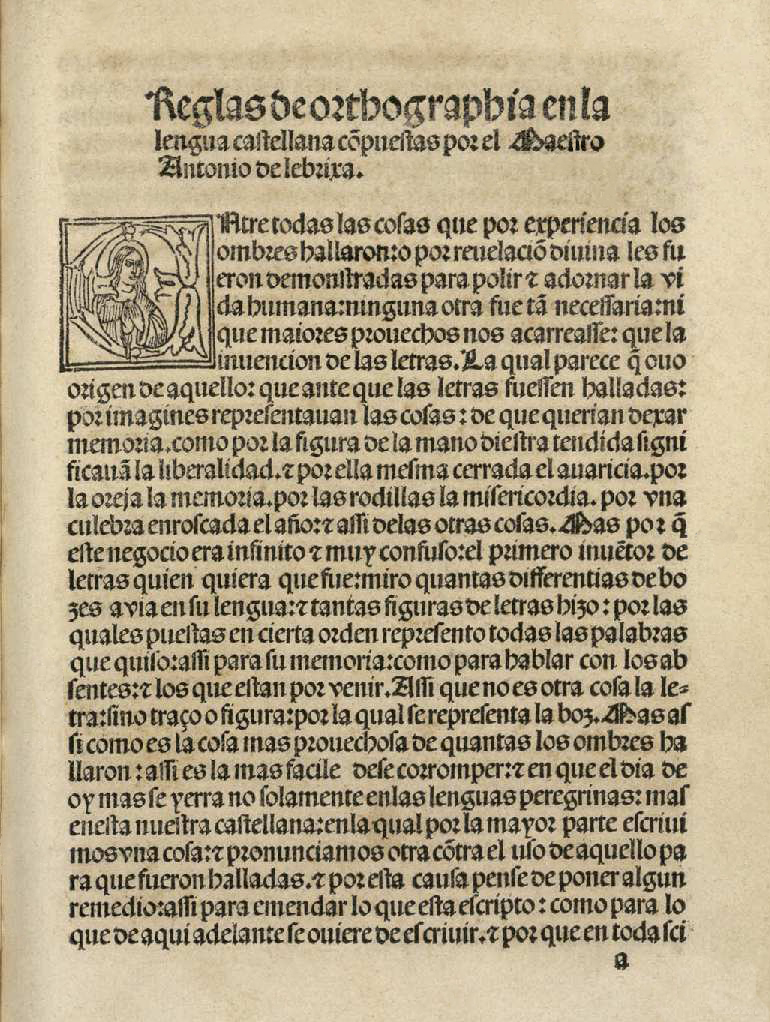
"Reglas de orthographia en la lengua castellana" (1517)
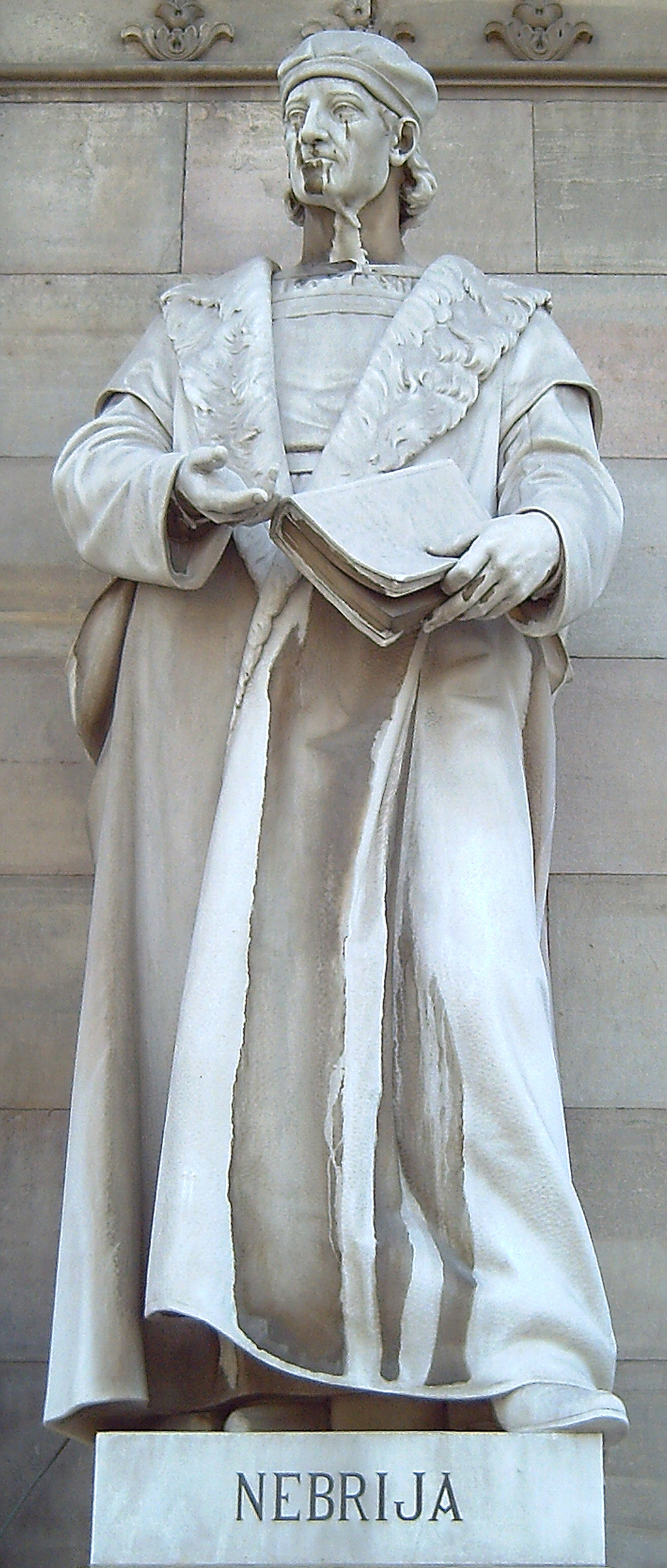
Estàtua d'Antonio de Nebrija per Anselmo Nogués, a l'exterior de la Biblioteca Nacional espanyola, a Madrid.